# Селиминово
Селими́ново (болг. Селиминово) — село в Сливенській області Болгарії. Входить до складу общини Сливен.

## Населення
За даними перепису населення 2011 року у селі проживала 1481 особа.
Національний склад населення села:
| Національність   | Кількість осіб | Відсоток |
| ---------------- | -------------- | -------- |
| цигани           | 819            | 57,6 %   |
| болгари          | 577            | 40,5 %   |
| не визначились   | 22             | 1,5 %    |
| Всього відповіли | 1423           |          |

Розподіл населення за віком у 2011 році:
Динаміка населення: